# 養和の北陸出兵
養和の北陸出兵（ようわのほくりくしゅっぺい）とは、養和元年（1181年）7月頃から活発化した北陸反乱勢力に対する平家の追討活動のことである（養和元年11月まで）。

## 経過
治承5年（1181年）6月の横田河原の戦いにおいて源義仲が平家方の越後の雄城資職を打ち破ると、その直後から加賀・能登・若狭の北陸豪族達が反乱活動を開始する。治承・寿永の乱以前から北陸各地では、延暦寺の末寺である白山神社の衆徒・神人たちと国衙勢力との間に対立が見られており（白山事件）、国衙方と目される平家には以前から在地の反感を買う土壌があった。また、治承4年11月の近江源氏の蜂起に若狭の国人が同意する動きがあるなどの反乱の萌芽がみられていた。
養和元年（1181年）7月後半頃、加賀・能登で反乱の動きが起こり、それは越前へと波及した。これに対して平家は城資職を越後守に任じる。ついで、8月平通盛・平経正が追討使として北陸に出陣する（『吉記』）。通盛は越前国国府に入るが、越前・加賀の住人は従わず、9月6日水津にて反乱勢力と通盛との間に戦闘が行なわれ、敗れた通盛は越前国府を追われて敦賀城に退却することになる。
さらに通盛は敦賀城をも追われる。このとき若狭に平経正も滞在していたが経正の援軍はなかった。
10月には都で北陸の援兵の計画が練られるが実際には援軍は派遣されなかった（『玉葉』）。
11月2日平通盛は北陸の遠征に何の実績を上げることもできずに帰京する（『吉記』）。その後平家によって北陸への遠征は計画がされるが大嘗祭の準備を名目に翌養和2年（1182年）の出兵は見送られ、寿永2年（1183年）に大遠征が開始されるまで北陸出兵は見送られることになる。
当時、東海道・東山道も反乱勢力に制圧されていたが、北陸は平家の兵糧の補給地として大切な地域との認識があり、鎮西と並んで平家が反乱を早急に鎮圧しなければならない地域であった。そのため、北陸への出兵が最重要視されていた。
なお、後年の編纂物である『吾妻鏡』などには一連の北陸出兵が「義仲討伐の為」と記されているが、当時の記録には、『玉葉』寿永2年（1183年）5月16日条まで義仲の名前は記載されていない。この養和の出兵ならびに寿永の出兵は義仲討伐という名目ではなくあくまでも北陸反乱勢力の討伐であり、北陸反乱諸勢力も養和の出兵の頃から義仲の配下にいたわけではないのである。